# Kraan
Kraan es un grupo de rock progresivo alemán, surgido a fines de los años 60, en el contexto de la escena krautrock.
Kraan se formó en la ciudad de Ulm (Baden-Württemberg) en 1967, y se mantuvo en actividad hasta 1990; en sus inicios estaban muy influidos por Frank Zappa y el rock psicodélico de los '60, así como la escena folk rock de la Costa Oeste.↵Tras un paréntesis de diez años de inactividad, el grupo se reunió en el año 2000.
A lo largo de los años han grabado más de una docena de álbumes de estudio.

## Discografía
- 1972 Kraan
- 1973 Wintrup
- 1974 Andy Nogger
- 1975 Let It Out
- 1977 Wiederhören
- 1978 Flyday
- 1982 Nachtfahrt
- 1989 Dancing in the Shade
- 1991 Soul of Stone
- 2001 Berliner Ring
- 2003 Through
- 2007 Psychedelic Man
- 2010 Diamonds